# Eldar
Eldar (jinak také Elfové Velké pouti) je označení pro skupinu elfů v knihách o Středozemi J. R. R. Tolkiena (například v Silmarillionu a Pánu Prstenů).

## Význam a dělení
Slovo Eldar znamená v elfštině „hvězdný lid“. Jsou jím označováni elfové, kteří přijali pozvání Oromëho a vydali se na pouť na západ – od jezera Cuiviénen do Amanu – říše Valar.
Jako opak k Eldar je používán výraz Avari (neochotní) pro elfy, kteří toto pozvání odmítli. Eldar (především Calaquendi, kterým se podařilo dojít až do Amanu) později Avari výrazně převyšovali moudrostí, krásou a zručností, což byl důsledek jejich života po boku bohů – Valar a Maiar v jejich říši.
Eldar se na cestu rozdělili do tří zástupů – Vanyar vedené Ingwëm, Noldor vedené Finwëm a Teleri vedené Elwëm a jeho bratrem Olwëm.
Zatímco první dva zástupy dorazily jako celek do Amanu, zástup Teleri se cestou několikrát rozštěpil - odtrhli se například Nandor nebo později přátelé a blízcí Elwëho známí jako Sindar. Tyto odštěpené části Teleri jsou sice počítáni mezi Eldar, ale nikoliv mezi Calaquendi (Elfy světla), neboť nikdy neviděli Stromy Amanu – Laurelin a Telperion. Výjimkou je král Sindar – Elwë, který byl spolu s druhými dvěma vůdci ve Valinoru na návštěvě před poutí.
Jako všichni elfové jsou vysocí, lehkonozí, mají špičaté uši a jsou snad ze všech nejkrásnější, protože v jejich zemi není zdaleka tolik zlých událostí jako ve Středozemi.